# Liste der Grafen von Gévaudan
Nach dem Tod des Herzogs Wilhelm I. von Aquitanien im Jahr 918 stritten sich drei Familien um die Nachfolge: die Grafen von Auvergne, Toulouse und Poitiers. Die Vertreter des Herzogs, die Vizegrafen des südwestlichen Frankreich, erwarben durch diese Situation eine relative Unabhängig, die es ihnen ermöglichte, ihr Amt erblich zu machen und sich den Titel eines Grafen anzueignen.

## Grafen von Gévaudan
- Bertand de Gévaudan, 926 bezeugt; ⚭ Emilgarde
- Etienne I., † 961, 943/961 Graf von Gévaudan, deren Sohn; ⚭ I Annane; ⚭ II Adelais von Anjou, † 1026, Tochter des Grafen Fulko II. und der Gerberga von Maine, sie heiratete in zweiter Ehe 979, getrennt 984, Ludwig V. König von Frankreich (* wohl 966/967, † 987) (Karolinger), in dritter Ehe 984/um 986 Wilhelm I. Graf von Arles, Markgraf von Provence († 994), in vierter Ehe vor 1016 Otto Wilhelm, 982 Graf von Mâcon und Nevers, 995 Graf von Burgund († 21. September 1026) (Haus Burgund-Ivrea)
- Guillaume, 955/1010 bezeugt, Graf von Gévaudan, Sohn von Etienne I. und Annane
- Pons, † 1016/18, Graf von Gévaudan, Sohn von Etienne und Adelheid von Anjou; ⚭ II Thiberge, Witwe von Artaud II., Graf von Lyon
- Bertrand, 975/998 bezeugt, Graf von Gévaudan, Bruder Pons’ I.
- Etienne II., 1011 bezeugt, † wohl vor 1029, Graf von Gévaudan und Graf von Forez, Sohn Pons’ I.
  - Pons, 1011 bezeugt, † wohl vor 1029, dessen Bruder

Die Grafschaft Gévaudaun fällt an Graf Hugo von Rouergue, einen Verwandten Etiennes II., der 1035 als Graf von Gévaudan auftritt. Die Grafschaft Forez fällt vor 1029 an Gerald Graf von Lyon, seinen Halbbruder. Die Grafen von Lyon nennen sich bis ins 13. Jahrhundert hinein Grafen von Lyon und Forez.
- Hugo, † 1053, 1028 Graf von Rouergue, 1033 Graf von Gévaudan (Haus Toulouse)
- Bertha, † 1065, Gräfin von Rouergue und Gévaudan, dessen Tochter, sie heiratete vor 1051 Robert II., Graf von Auvergne, † wohl 1096

Nach Berthas Tod stritten sich ihre Verwandten Wilhelm IV. von Toulouse und Raimund von Saint-Gilles um das Erbe und einigten sich nach 15 Jahren Kampf
- Raimund von Saint-Gilles, † 1105, Markgraf von Gothia (Rouergue, Narbonne, Gévaudan), 1085 Graf von Gévaudan, 1088 Graf von Toulouse etc.

Der Titel scheint gelegentlich von den Grafen von Clermont und Auvergne benutzt worden zu sein, ob als Nachkommen des Grafen Robert I. und der Ermengarde von Gévaudan, einer Tochter von Etienne von Gévaudan und Adelheid von Anjou, oder aufgrund der erbenlosen Ehe der Gräfin Bertha mit dem Grafen Robert II. von Auvergne.

## Vizegrafen von Millau und Rodez
Mit dem Zerfall der Grafschaft gewannen u. a. die Vizegrafen von Millau an Macht
- Richard I. († 1013/23), Vizegraf von Millau und Rodez 1002, Bruder oder Sohn von Bernard, Vizegraf von Gévaudan; ⚭ Sénégonde, Tochter von Guillaume, Vizegraf von Béziers
- Richard II. († 1050), Vizegraf von Millau und Rodez 1023, dessen Sohn; ⚭ Richilde, Tochter von Berengar, Vizegraf von Narbonne
- Berengar, Vizegraf von Millau und Rodez en 1051, dessen Sohn; ⚭ Adele, Tochter von Girbert, Vizegraf von Carlat, und Nobilia, Vizegräfin von Lodève
- Gilbert oder Girbert († 1111), Vizegraf von Millau, Lodève und Carlat, deren Sohn.

## Grafen von Gévaudan
- Gilbert oder Girbert († 1111), Vizegraf von Millau, Lodève und Carlat, vereinigt die drei Vizegrafschaften und nennt sich Graf von Gévaudan; ⚭ Gerberga († 1115), Gräfin von Provence
- 1111–1130: Dulcia I. († 1130), deren Tochter; ⚭ 1112 Raimund Berengar III. († 1131), Graf von Barcelona und als Raimund Berengar I. Graf von Provence
- 1131–1162: Raimund Berengar IV. († 1162); ⚭ 1151 Petronella († 1173) Königin von Aragón
- 1162–1196: Alfons II., König von Aragón, Graf von Barcelona, Cerdagne, Roussillon und Provence; ⚭ 1174 Sanchia von Kastilien († 1208)
- 1196–1213: Peter II. († 1213), König von Aragón, Mallorca, Graf von Barcelona, Cerdagne und Roussillon: ⚭ Maria von Montpellier († 1219)
- 1225–1258: Jakob I. († 1276) König von Aragón, Valencia Mallorca, Graf von Barcelona, Cerdagne und Roussillon: und Provence; ⚭ I 1221 Eleonore von Kastilien; ⚭ II 1235 Jolanthe von Ungarn († 1251)

Im Jahr 1258 verkauft Jakob I. im Vertrag von Corbeil die Grafschaft Gévaudan an den französischen König Ludwig IX., der den Gévaudan der Domaine royal hinzufügt. Die Bischöfe von Mende nennen sich fortan Grafen von Gévaudan.